# Jacqueline Hangl
Jacqueline Hangl (1985) è un'ex sciatrice alpina svizzera.

## Biografia
Jacqueline Hangl proviene da una famiglia di grandi tradizioni nello sci alpino: è figlia di Christian, nipote di Marco e Martin e sorella di Célina, a loro volta membri della nazionale svizzera. Originaria di Sankt Moritz e attiva in gare FIS dal dicembre del 2000, in Coppa Europa la Hangl esordì il 15 gennaio 2003 ad Adelboden in slalom speciale (31ª) e ottenne il miglior piazzamento il 3 dicembre 2004 a Åre nella medesima specialità (5ª); in Coppa del Mondo disputò un'unica gara, lo slalom speciale di Semmering del 29 dicembre dello stesso anno, senza completarla. Prese per l'ultima volta il via in Coppa Europa il 10 gennaio 2008 a Melchsee-Frutt sempre in slalom speciale, senza completare la gara, e si ritirò durante la stagione 2009-2010; la sua ultima gara fu uno slalom speciale universitario disputato il 21 febbraio a Sugar Bowl, chiuso dalla Hangl al 12º posto. Non prese parte a rassegne olimpiche o iridate.

## Palmarès

### Coppa Europa
- Miglior piazzamento in classifica generale: 111ª nel 2005

### Campionati svizzeri
- 1 medaglia:
  - 1 argento (slalom speciale nel 2003)